# Phase finale de la Coupe de la confédération 2019-2020
Pour un article plus général, voir Coupe de la confédération 2019-2020.
La phase finale de l'édition 2019-2020 de la Coupe de la confédération commence le 1er mars 2020 avec la phase aller des quarts de finale et se termine le 25 octobre 2020 avec la finale au Complexe sportif Moulay-Abdallah, Rabat afin de décider du vainqueur de la compétition.

## Calendrier
le tirage au sort des phases à élimination directe (quarts de finale et demi-finales), qui a eu lieu le 5 février 2020, à 19h00 CAT (UTC+2), au Hilton Pyramids Golf du Caire, en Égypte.
À la suite des quarts de finale, en raison de la Pandémie de Covid-19 en Afrique, les demi-finales, initialement prévues le 3 mai (match aller) et le 10 mai (match retour), ont été reportées sine die le 11 avril 2020, et la finale, initialement prévue le 24 mai, a également été reportée au 18 avril 2020. Le 30 juin 2020, le Comité exécutif de la CAF a proposé que la compétition reprenne avec un format Final Four disputé en matches simples au Maroc. 
Le 3 août 2020, la CAF a annoncé que la compétition reprendrait avec les demi-finales disputées le 22 septembre et la finale disputée le 27 septembre. Le 10 septembre 2020, la CAF a annoncé qu'à la demande de la Fédération royale marocaine de football, les demi-finales étaient reportées aux 19 et 20 octobre et la finale au 25 octobre.
| Phase            | Tirage au sort | Date aller      | Date retour     | Équipes participantes |
| ---------------- | -------------- | --------------- | --------------- | --------------------- |
| Quarts de finale | 5 février 2020 | 1er mars 2020   | 8 mars 2020     | 8                     |
| Demi-finales     | 5 février 2020 | 20 octobre 2020 | 20 octobre 2020 | 4                     |
| Finale           | 5 février 2020 | 25 octobre 2020 | 25 octobre 2020 | 2                     |

## Phase à élimination directe

### Qualification et tirage au sort
Les quatre premiers et les quatre deuxièmes de chaque groupe participent à 
la phase finale, qui débute par les quarts de finale. En cas d'égalité entre deux ou plusieurs équipes, le classement est déterminé d'abord par la différence de points particulière entre les équipes à égalité puis la différence de buts particulière. Les premiers 
sont têtes de série et reçoivent pour le match retour contrairement aux deuxièmes. Le tirage au sort a lieu le 5 février.
| Groupe | 1er de groupe – Tête de série | 2e de groupe – Non-tête de série |
| ------ | ----------------------------- | -------------------------------- |
| A      | Pyramids FC                   | Al-Masry                         |
| B      | RS Berkane                    | Zanaco FC                        |
| C      | Horoya AC                     | Al Nasr Benghazi                 |
| D      | HUS Agadir                    | Enyimba                          |

## Quarts de finale
| Équipe           | Aller | Total | Retour | Équipe      |
| ---------------- | ----- | ----- | ------ | ----------- |
| Zanaco FC        | 0 - 3 | 1 - 3 | 1 - 0  | Pyramids FC |
| Al Nasr Benghazi | 0 - 5 | 0 - 7 | 0 - 2  | HUS Agadir  |
| Al-Masry         | 2 - 2 | 2 - 3 | 0 - 1  | RS Berkane  |
| Enyimba          | 1 - 1 | 1 - 3 | 0 - 2  | Horoya AC   |

| Match aller               | Zanaco FC | 0 - 3   | Pyramids FC                                     | Stade national des héros, Lusaka  |                                   |
| 1er mars 2020 15:00 UTC+2 |           | (0 - 2) | 18e Gabr · 24e Farouk (en) · 68e (pen.) El Said | Arbitrage : Andofetra Rakotojaona | Arbitrage : Andofetra Rakotojaona |
| 1er mars 2020 15:00 UTC+2 | Rapport   |         |                                                 | Arbitrage : Andofetra Rakotojaona | Arbitrage : Andofetra Rakotojaona |

| Match retour            | Pyramids FC | 0 - 1   | Zanaco FC  | Stade du 30 Juin, Le Caire     |                                |
| 8 mars 2020 15:00 UTC+2 |             | (0 - 1) | 45+1e Kola | Arbitrage : Eric Otogo-Castane | Arbitrage : Eric Otogo-Castane |
| 8 mars 2020 15:00 UTC+2 | Rapport     |         |            | Arbitrage : Eric Otogo-Castane | Arbitrage : Eric Otogo-Castane |

| Match aller               | Al Nasr Benghazi | 0 - 5   | HUS Agadir                             | Stade Petro Sport, Le Caire (Égypte) |                          |
| 1er mars 2020 18:00 UTC+2 |                  | (0 - 2) | 9e 15e 56e El Berkaoui · 78e 87e Cisse | Arbitrage : Victor Gomes             | Arbitrage : Victor Gomes |
| 1er mars 2020 18:00 UTC+2 | Rapport          |         |                                        | Arbitrage : Victor Gomes             | Arbitrage : Victor Gomes |

| Match retour            | HUS Agadir                            | 2 - 0   | Al Nasr Benghazi | Stade Adrar, Agadir                                              |                                                                  |
| 8 mars 2020 17:00 UTC+1 | El Berkaoui 69e (pen.) · Atassi 90+4e | (0 - 0) |                  | Spectateurs : 0 huis clos (Covid−19) Arbitrage : Bernard Camille | Spectateurs : 0 huis clos (Covid−19) Arbitrage : Bernard Camille |
| 8 mars 2020 17:00 UTC+1 | Rapport                               |         |                  | Spectateurs : 0 huis clos (Covid−19) Arbitrage : Bernard Camille | Spectateurs : 0 huis clos (Covid−19) Arbitrage : Bernard Camille |

| Match aller               | Al-Masry                        | 2 - 2   | RS Berkane     | Stade de Suez, Suez      |                          |
| 1er mars 2020 21:00 UTC+2 | Taktak 46e · Laâroubi 61e (csc) | (0 - 1) | 44e 82e Iajour | Arbitrage : Joshua Bondo | Arbitrage : Joshua Bondo |
| 1er mars 2020 21:00 UTC+2 | Rapport                         |         |                | Arbitrage : Joshua Bondo | Arbitrage : Joshua Bondo |

| Match retour            | RS Berkane | 1 - 0   | Al-Masry | Stade municipal de Berkane, Berkane                          |                                                              |
| 8 mars 2020 20:00 UTC+1 | 39e Naji   | (1 - 0) |          | Spectateurs : 0 huis clos (Covid−19) Arbitrage : Sadok Selmi | Spectateurs : 0 huis clos (Covid−19) Arbitrage : Sadok Selmi |
| 8 mars 2020 20:00 UTC+1 | Rapport    |         |          | Spectateurs : 0 huis clos (Covid−19) Arbitrage : Sadok Selmi | Spectateurs : 0 huis clos (Covid−19) Arbitrage : Sadok Selmi |

| Match aller               | Enyimba     | 1 - 1   | Horoya AC | Enyimba International Stadium, Aba |                       |
| 1er mars 2020 14:00 UTC+1 | Oladapo 19e | (1 - 0) | 71e Haba  | Arbitrage : Amin Omar              | Arbitrage : Amin Omar |
| 1er mars 2020 14:00 UTC+1 | Rapport     |         |           | Arbitrage : Amin Omar              | Arbitrage : Amin Omar |

| Match retour            | Horoya AC                  | 2 - 0   | Enyimba | Stade du 28-Septembre, Conakry        |                                       |
| 8 mars 2020 16:00 UTC+0 | Sakin 28e · Samassekou 84e | (1 - 0) |         | Arbitrage : Pacifique Ndabihawenimana | Arbitrage : Pacifique Ndabihawenimana |
| 8 mars 2020 16:00 UTC+0 | Rapport                    |         |         | Arbitrage : Pacifique Ndabihawenimana | Arbitrage : Pacifique Ndabihawenimana |

## Demi-finales
Les demi-finales, initialement prévues les 1er-3 mai et 8-10 mai 2020, sont reportées sine die par le Comité d'urgence de la CAF, le 11 avril 2020, en raison de la pandémie de Covid-19,.
Il est décidé le 30 juin 2020 que les demi-finales et la finale se joueraient en septembre sous un format Final Four, en match unique. Les matchs se jouent le 22 septembre 2020, au Complexe Mohamed V de Casablanca et au Complexe sportif Moulay-Abdallah de Rabat. Les matchs sont à nouveau reportés, cette fois les 19 et 20 octobre 2020.
| Équipe      | Aller | Total | Retour | Équipe     |
| ----------- | ----- | ----- | ------ | ---------- |
| Pyramids FC |       | 2 - 0 |        | Horoya AC  |
| RS Berkane  |       | 2 - 1 |        | HUS Agadir |

| 20 octobre 2020 | Pyramids FC              | 2 - 0   | Horoya AC | Stade Mohammed-V, Casablanca                                         |                                                                      |
| 20:00 UTC+1     | Hassan 74e · El Said 75e | (0 - 0) |           | Spectateurs : huis clos (Covid−19) Arbitrage : Bamlak Tessema Weyesa | Spectateurs : huis clos (Covid−19) Arbitrage : Bamlak Tessema Weyesa |
| 20:00 UTC+1     | Rapport                  |         |           | Spectateurs : huis clos (Covid−19) Arbitrage : Bamlak Tessema Weyesa | Spectateurs : huis clos (Covid−19) Arbitrage : Bamlak Tessema Weyesa |

| 19 octobre 2020 | RS Berkane                 | 2 - 1   | HUS Agadir  | Complexe sportif Moulay-Abdallah, Rabat                                  |                                                                          |
| 20:00 UTC+1     | Aziz 20e (pen.) 61e (pen.) | (1 - 1) | 30e Kimaoui | Spectateurs : huis clos (Covid−19) Arbitrage : Jean-Jacques Ndala Ngambo | Spectateurs : huis clos (Covid−19) Arbitrage : Jean-Jacques Ndala Ngambo |
| 20:00 UTC+1     | Rapport                    |         |             | Spectateurs : huis clos (Covid−19) Arbitrage : Jean-Jacques Ndala Ngambo | Spectateurs : huis clos (Covid−19) Arbitrage : Jean-Jacques Ndala Ngambo |

## Finale
Pour la première fois, la finale s'est jouée en un seul match dans un lieu présélectionné par la CAF. Il devait initialement se jouer le 24 mai 2020 au Complexe sportif Moulay-Abdallah de Rabat, au Maroc. Cependant, en raison de la Pandémie de Covid-19, le match a été reporté et s'est joué le 25 octobre 2020, dans le cadre d'un format Final Four disputé en matchs simples au Maroc.
Le 24 octobre 2020, la CAF a nommé l'arbitre camerounais Sidi Alioum comme arbitre du match. Alioum est membre de l'Elite de la CAF et a dirigé de nombreux matches importants dans les compétitions organisées par la CAF, dont la finale de la Coupe d'Afrique des Nations 2019. Son compatriote Elvis Guy Noupue a été choisi comme l'un des arbitres assistants, aux côtés de l'officiel tchadien Issa Yaya, tandis que le Gabonais Eric Otogo-Castane a été choisi comme quatrième arbitre. L'arbitre zambien Janny Sikazwe a été nommé arbitre assistant vidéo et était assisté par Haythem Guirat de Tunisie et Gerson Emiliano dos Santos d'Angola.
| Pyramids ·    |                         |  |
| Titulaires :  |                         |  |
|               |                         |  |
| 1             | El Mahdy Soliman (en)   |  |
| 3             | Abdallah Bakry          |  |
| 5             | Ali Gabr                |  |
| 12            | Ahmed Tawfik 66e        |  |
| 2             | Ahmed Ayman Mansour 56e |  |
| 4             | Omar Gaber 90+2e        |  |
| 14            | Nabil Emad              |  |
| 19            | Abdallah Saïd           |  |
| 21            | Mohamed Hamdy (en)      |  |
| 17            | Mohamed Farouk (en)     |  |
| 7             | Eric Traoré             |  |
|               |                         |  |
| Remplaçants : |                         |  |
| 16            | Ahmed El-Shenawy        |  |
| 6             | Mohamed Fathy           |  |
| 15            | Mahmoud Hamada 90+2e    |  |
| 18            | Ibrahim Hassan (en) 56e |  |
| 9             | John Antwi 66e          |  |
| 26            | Mohamed El-Gabbas       |  |
| 30            | Ibrahim Adel            |  |
|               |                         |  |
| Entraîneur :  |                         |  |
| Ante Čačić    |                         |  |

| RS Berkane ·   |                       |  |
| Titulaires :   |                       |  |
|                |                       |  |
| 01             | Zouheir Laâroubi      |  |
| 04             | Issoufou Dayo         |  |
| 14             | Ismael Mokadem        |  |
| 25             | Mohamed Aziz          |  |
| 08             | Larbi Naji            |  |
| 21             | Bakr El Helali        |  |
| 23             | Omar Namsaoui         |  |
| 22             | Zakaria Hadraf 65e    |  |
| 07             | Hamdi Laachir         |  |
| 09             | Mouhcine Iajour 90+2e |  |
| 10             | Zaid Krouch 83e       |  |
|                |                       |  |
| Remplaçants :  |                       |  |
| 12             | Hamza Hamiani         |  |
| 15             | Hamza Regragui 90+2e  |  |
| 29             | Mohamed Farhane       |  |
| 17             | Amine El Kass 65e     |  |
| 19             | Alain Traoré 83e      |  |
| 24             | Youssef Zghoudi       |  |
| 27             | Alaeddine Ajaray      |  |
|                |                       |  |
| Entraîneur :   |                       |  |
| Tarik Sektioui |                       |  |

| Pyramids ·    |                         |  |
| Titulaires :  |                         |  |
|               |                         |  |
| 1             | El Mahdy Soliman (en)   |  |
| 3             | Abdallah Bakry          |  |
| 5             | Ali Gabr                |  |
| 12            | Ahmed Tawfik 66e        |  |
| 2             | Ahmed Ayman Mansour 56e |  |
| 4             | Omar Gaber 90+2e        |  |
| 14            | Nabil Emad              |  |
| 19            | Abdallah Saïd           |  |
| 21            | Mohamed Hamdy (en)      |  |
| 17            | Mohamed Farouk (en)     |  |
| 7             | Eric Traoré             |  |
|               |                         |  |
| Remplaçants : |                         |  |
| 16            | Ahmed El-Shenawy        |  |
| 6             | Mohamed Fathy           |  |
| 15            | Mahmoud Hamada 90+2e    |  |
| 18            | Ibrahim Hassan (en) 56e |  |
| 9             | John Antwi 66e          |  |
| 26            | Mohamed El-Gabbas       |  |
| 30            | Ibrahim Adel            |  |
|               |                         |  |
| Entraîneur :  |                         |  |
| Ante Čačić    |                         |  |

| RS Berkane ·   |                       |  |
| Titulaires :   |                       |  |
|                |                       |  |
| 01             | Zouheir Laâroubi      |  |
| 04             | Issoufou Dayo         |  |
| 14             | Ismael Mokadem        |  |
| 25             | Mohamed Aziz          |  |
| 08             | Larbi Naji            |  |
| 21             | Bakr El Helali        |  |
| 23             | Omar Namsaoui         |  |
| 22             | Zakaria Hadraf 65e    |  |
| 07             | Hamdi Laachir         |  |
| 09             | Mouhcine Iajour 90+2e |  |
| 10             | Zaid Krouch 83e       |  |
|                |                       |  |
| Remplaçants :  |                       |  |
| 12             | Hamza Hamiani         |  |
| 15             | Hamza Regragui 90+2e  |  |
| 29             | Mohamed Farhane       |  |
| 17             | Amine El Kass 65e     |  |
| 19             | Alain Traoré 83e      |  |
| 24             | Youssef Zghoudi       |  |
| 27             | Alaeddine Ajaray      |  |
|                |                       |  |
| Entraîneur :   |                       |  |
| Tarik Sektioui |                       |  |

## Tableau final
|  | Quarts de finale | Quarts de finale | Quarts de finale | Quarts de finale |             |             | Demi-finales | Demi-finales | Demi-finales | Demi-finales |  |  | Finale | Finale | Finale | Finale |
|  |                  |                  |                  |                  |             |             |              |              |              |              |  |  |        |        |        |        |
|  |                  |                  |                  |                  |             |             |              |              |              |              |  |  |        |        |        |        |
|  |                  |                  |                  |                  |             |             |              |              |              |              |  |  |        |        |        |        |
|  | Zanaco FC        | Zanaco FC        | 0                | 1                |             |             |              |              |              |              |  |  |        |        |        |        |
|  | Zanaco FC        | Zanaco FC        | 0                | 1                |             |             |              |              |              |              |  |  |        |        |        |        |
|  | Pyramids FC      | Pyramids FC      | 3                | 0                |             |             |              |              |              |              |  |  |        |        |        |        |
|  | Pyramids FC      | Pyramids FC      | 3                | 0                | Pyramids FC | Pyramids FC | 2            | 2            |              |              |  |  |        |        |        |        |
|  |                  |                  |                  |                  | Pyramids FC | Pyramids FC | 2            | 2            |              |              |  |  |        |        |        |        |
|  |                  |                  | Horoya AC        | Horoya AC        | 0           | 0           |              |              |              |              |  |  |        |        |        |        |
|  | Enyimba          | Enyimba          | Horoya AC        | Horoya AC        | 0           | 0           | 1            | 0            |              |              |  |  |        |        |        |        |
|  | Enyimba          | Enyimba          |                  |                  |             |             |              | 0            |              |              |  |  |        |        |        |        |
|  | Horoya AC        | Horoya AC        | 1                | 2                |             |             |              |              |              |              |  |  |        |        |        |        |
|  | Horoya AC        | Horoya AC        | 1                | 2                | Pyramids FC | Pyramids FC | 0            | 0            |              |              |  |  |        |        |        |        |
|  |                  |                  |                  |                  | Pyramids FC | Pyramids FC | 0            | 0            |              |              |  |  |        |        |        |        |
|  |                  |                  | RS Berkane       | RS Berkane       | 1           | 1           |              |              |              |              |  |  |        |        |        |        |
|  | Al-Masry         | Al-Masry         | RS Berkane       | RS Berkane       | 1           | 1           | 2            | 0            |              |              |  |  |        |        |        |        |
|  | Al-Masry         | Al-Masry         |                  |                  |             |             |              |              |              |              |  |  |        |        |        |        |
|  | RS Berkane       | RS Berkane       | 2                | 1                |             |             |              |              |              |              |  |  |        |        |        |        |
|  | RS Berkane       | RS Berkane       | 2                | 1                | RS Berkane  | RS Berkane  | 2            | 2            |              |              |  |  |        |        |        |        |
|  |                  |                  |                  |                  | RS Berkane  | RS Berkane  | 2            | 2            |              |              |  |  |        |        |        |        |
|  |                  |                  | HUS Agadir       | HUS Agadir       | 1           | 1           |              |              |              |              |  |  |        |        |        |        |
|  | Al Nasr Benghazi | Al Nasr Benghazi | HUS Agadir       | HUS Agadir       | 1           | 1           | 0            | 0            |              |              |  |  |        |        |        |        |
|  | Al Nasr Benghazi | Al Nasr Benghazi |                  |                  |             |             |              | 0            |              |              |  |  |        |        |        |        |
|  | HUS Agadir       | HUS Agadir       | 5                | 2                |             |             |              |              |              |              |  |  |        |        |        |        |
|  | HUS Agadir       | HUS Agadir       | 5                | 2                |             |             |              |              |              |              |  |  |        |        |        |        |
|  |                  |                  |                  |                  |             |             |              |              |              |              |  |  |        |        |        |        |